# ГЕС Капівара
ГЕС Капівара (порт. Usina Hidrelétrica de Capivara) — гідроелектростанція на сході Бразилії на межі штатів Сан-Паулу та Парана. Розташована між ГЕС Каноас I (вище по течії) та ГЕС Такуарусу, входить до складу каскаду на річці Паранапанема, лівій притоці Парани.
У межах проекту Паранапанему перекрили земляною греблею з бетонними елементами висотою 59 метрів та довжиною 1500 метрів, на яку витратили 7,3 млн м3 ґрунту та 680 тис. м3 бетону. Ця споруда утримує велике водосховище з площею поверхні 576 км2 та об'ємом 11,7 млрд м3 (корисний об'єм 5,7 млрд м3), в якому можливе операційне коливання рівня поверхні між позначками 321 та 334 метри НРМ (максимальний рівень на випадок повені 336 метрів НРМ, а площа при цьому збільшується до 610 км2).
Від сховища через греблю прокладено чотири тунелі діаметром по 11 метрів та довжиною по 147 метрів, які подають воду до встановлених у машинному залі чотирьох турбін типу Френсіс потужністю по 160 МВт, що працюють при напорі у 50 метрів.
Видача продукції здійснюється по ЛЕП, розрахованій на роботу під напругою 460 кВ.